# Wiktor Paweł Skworc
Wiktor Paweł Skworc (Ruda Śląska, 19 maggio 1948) è un arcivescovo cattolico polacco, dal 31 maggio 2023 arcivescovo emerito di Katowice.

## Biografia

### Formazione e ministero sacerdotale
Dopo essere entrato nel seminario maggiore della Slesia di Cracovia, è stato ordinato sacerdote il 19 aprile 1973 dal vescovo Jerzy Herbert Bednorz nella cattedrale di Cristo Re a Katowice, conseguendo successivamente la licenza in teologia presso l'accademia teologica di Varsavia e il dottorato in storia della Chiesa nel 1992.
Dal 1975 al 1985 è stato segretario del vescovo di Katowice, dal 1985 al 1992 cancelliere della curia, mentre dal 1992 al 1997 vicario generale ed economo dell'arcidiocesi di Katowice.

### Ministero episcopale
Il 13 dicembre 1997 papa Giovanni Paolo II lo ha nominato vescovo di Tarnów.
Il 6 gennaio 1998, nella basilica di San Pietro in Vaticano, ha ricevuto la consacrazione episcopale dalle mani dello stesso papa Giovanni Paolo II, co-consacranti l'arcivescovo titolare di Vescovio Giovanni Battista Re e l'arcivescovo titolare di Apollonia Jorge María Mejía. Si è insediato nella diocesi il successivo 25 gennaio.
Ha costituito il centro diocesano di pellegrinaggio e ha fatto costruire un monastero di clausura per le monache carmelitane di Tarnów.
Ha sostenuto l'educazione dei giovani provenienti da famiglie povere della diocesi, creando centri di educazione cattolica e la fondazione "Kana". È stato uno dei promotori nella costruzione del centro di cura e riabilitazione per bambini disabili a Tarnów, il rifugio Saint-Frère-Albert a Grywałd e l'ospizio di Tarnów, progettato per aiutare le famiglie numerose.
Nell'ambito della Conferenza Episcopale Polacca è stato presidente del collegio dei revisori dei conti, presidente del gruppo di contatto con la Conferenza Episcopale Tedesca, presidente del consiglio economico della conferenza e membro della commissione ecclesiastica concordataria.
Dal 2005 è membro della Congregazione per l'evangelizzazione dei popoli.
Il 29 ottobre 2011 papa Benedetto XVI lo ha nominato arcivescovo metropolita di Katowice. Il 26 novembre successivo ha preso possesso della cattedrale di Cristo Re.
In qualità di arcivescovo di Katowice ha assunto automaticamente la carica di gran cancelliere della facoltà teologica dell'Università della Slesia a Katowice.
Ha ricevuto il pallio a Roma da papa Benedetto XVI il 30 giugno 2012.
Il 31 maggio 2023 papa Francesco ha accolto la sua rinuncia al governo pastorale dell'arcidiocesi di Katowice per raggiunti limiti di età; gli è succeduto l'arcivescovo coadiutore Adrian Józef Galbas.

### L'indagine sulla gestione dei casi di pedofilia
Il 9 luglio 2021, l'arcidiocesi di Cracovia ha informato che la Santa Sede, in conformità alle disposizioni del Codice di Diritto Canonico e del Motu Proprio Vos estis lux mundi, ha proceduto alla denunciata negligenza presentata dallo stesso arcivescovo Skworc nel trattare i casi di abusi sessuali a danno di minorenni da parte di due sacerdoti della diocesi di Tarnów durante il suo mandato.
A seguito del procedimento, monsignor Skworc ha chiesto la nomina di un arcivescovo coadiutore per l'arcidiocesi di Katowice, e si è dimesso dalla Conferenza episcopale polacca, dal Consiglio permanente e dalla presidenza della Commissione pastorale, e si è impegnato a sostenere finanziariamente le spese della diocesi di Tarnów relativa agli abusi sessuali.

## Genealogia episcopale e successione apostolica
La genealogia episcopale è:
- Cardinale Scipione Rebiba
- Cardinale Giulio Antonio Santori
- Cardinale Girolamo Bernerio, O.P.
- Arcivescovo Galeazzo Sanvitale
- Cardinale Ludovico Ludovisi
- Cardinale Luigi Caetani
- Cardinale Ulderico Carpegna
- Cardinale Paluzzo Paluzzi Altieri degli Albertoni
- Papa Benedetto XIII
- Papa Benedetto XIV
- Papa Clemente XIII
- Cardinale Enrico Benedetto Stuart
- Papa Leone XII
- Cardinale Chiarissimo Falconieri Mellini
- Cardinale Camillo Di Pietro
- Cardinale Mieczysław Halka Ledóchowski
- Cardinale Jan Maurycy Paweł Puzyna de Kosielsko
- Arcivescovo Józef Bilczewski
- Arcivescovo Bolesław Twardowski
- Arcivescovo Eugeniusz Baziak
- Papa Giovanni Paolo II
- Arcivescovo Wiktor Paweł Skworc

La successione apostolica è:
- Arcivescovo Stanisław Budzik (2004)
- Vescovo Wiesław Lechowicz (2008)
- Vescovo Andrzej Jeż (2009)
- Vescovo Marek Szkudło (2015)
- Vescovo Adam Wodarczyk (2015)
- Vescovo Grzegorz Olszowski (2018)